# Survivor Series (2012)
Survivor Series (2012) — двадцать шестое в истории PPV-шоу Survivor Series, производства американского рестлинг-промоушна WWE. Шоу прошло 18 ноября 2012 года на арене «Бэнкерс Лайф-филдхаус» в Индианаполисе, Индиана, США.
В главном событии шоу, Си Эм Панк победил Джона Сину и Райбэка и сохранил Чемпионство WWE. Также, на этом шоу дебютировали новички из NXT Щит (Дин Эмброус, Сет Роллинс и Роман Рейнс).

## Поединки
| Pre-Show                         | 3MB (Хит Слейтер и Джиндер Махал) (с Дрю Макинтайром) победили Сантино Мареллу и Зака Райдера | Командный поединок                                        | 6:10  |
| 1                                | Рей Мистерио, Син Кара, Тайсон Кидд, Джастин Гэбриел и Бродус Клэй победили Тенсая, Даррена Янга, Тайтуса О’Нила, Примо и Эпико (с Розой Мендес)                                                                              | Традиционный командный поединок пять на пять на выживание | 18:26 |
| 2                                | Ив (с) победила Кейтлин | Одиночный поединок за титул Чемпионки Див                 | 7:00  |
| 3                                | Антонио Сезаро (с) победил R-Truth | Одиночный поединок за титул Чемпиона Соединенных Штатов   | 6:55  |
| 4                                | Шеймус победил Биг Шоу (с) по дисквалификации | Одиночный поединок за титул Чемпиона Мира в тяжелом весе  | 14:42 |
| 5                                | Команда Зигглера (Дольф Зигглер (капитан), Дэвид Отунга, Дэмиэн Сэндоу, Уэйд Барретт и Альберто Дель Рио) (с Рикардо Родригесом) победила команду Фоли (Рэнди Ортон, Кейн, Кофи Кингстон, Дэниел Брайан и Миз) (с Миком Фоли) | Традиционный командный поединок пять на пять на выживание | 23:40 |
| 6                                | СМ Панк (с) (с Полом Хейманом) победил Райбека и Джона Сину | Поединок «Тройная Угроза» за титул Чемпиона WWE           | 17:58 |
| (c) — Чемпион на момент поединка | |                                                           |       |

### Уничтожения
| Номер уничтожения | Рестлер                                                                | Команда                                                                | Кем уничтожен                                                          | Прием | Время                                                                  |
| ----------------- | ---------------------------------------------------------------------- | ---------------------------------------------------------------------- | ---------------------------------------------------------------------- | --- | ---------------------------------------------------------------------- |
| 1                 | Бродус Клэй                                                            | Команды фейсов                                                         | Тенсай                                                                 | Running senton | 8:25                                                                   |
| 2                 | Тенсай                                                                 | Команда хилов                                                          | Джастин Гэбриел                                                        | Накаут | 10:23                                                                  |
| 3                 | Тайтус O’Нил                                                           | Команда хилов                                                          | Тайсон Кидд                                                            | Enzuigiri | 13:51                                                                  |
| 4                 | Эпико                                                                  | Команда хилов                                                          | Тайсон Кидд                                                            | Sharpshooter | 15:02                                                                  |
| 5                 | Примо                                                                  | Команда хилов                                                          | Рей Мистерио                                                           | La magistral | 17:32                                                                  |
| 6                 | Даррен Янг                                                             | Команда хилов                                                          | Рей Мистерио                                                           | Удержан после 619 от Мистерио, senton bomb от Син Кары, springboard и от Кидда, springboard moonsault от Гэбриела и diving splash от Мистерио | 18:27                                                                  |
| Выжившие:         | Рей Мистерио, Син Кара, Джастин Гэбриел и Тайсон Кидд (команда фейсов) | Рей Мистерио, Син Кара, Джастин Гэбриел и Тайсон Кидд (команда фейсов) | Рей Мистерио, Син Кара, Джастин Гэбриел и Тайсон Кидд (команда фейсов) | Рей Мистерио, Син Кара, Джастин Гэбриел и Тайсон Кидд (команда фейсов)                                                                        | Рей Мистерио, Син Кара, Джастин Гэбриел и Тайсон Кидд (команда фейсов) |

| Номер уничтожения | Рестлер                          | Команда                          | Кем уничтожен                    | Прием                            |                                  |
| ----------------- | -------------------------------- | -------------------------------- | -------------------------------- | -------------------------------- | -------------------------------- |
| 1                 | Дэмиэн Сэндоу                    | Команда Зигглера                 | Кейн                             | Chokeslam                        |                                  |
| 2                 | Кейн                             | Команда Фоли                     | Дольф Зигглер                    | Zig Zag                          |                                  |
| 3                 | Дэвид Отунга                     | Команда Зигглера                 | Дэниэл Брайан                    | No Lock                          |                                  |
| 4                 | Кофи Кингстон                    | Команда Фоли                     | Уэйд Барретт                     | Bullhammer                       |                                  |
| 5                 | Дэниэл Брайан                    | Команда Фоли                     | Альберто Дель Рио                | Сross Armbreaker                 |                                  |
| 6                 | Уэйд Барретт                     | Команда Зигглера                 | Миз                              | Skull Crushing Finale            |                                  |
| 7                 | Миз                              | Команда Фоли                     | Альберто Дель Рио                | Enzuigiri                        |                                  |
| 8                 | Альберто Дель Рио                | Команда Зигглера                 | Рэнди Ортон                      | RKO                              |                                  |
| 9                 | Рэнди Ортон                      | Команда Фоли                     | Дольф Зигглер                    | Superkick                        |                                  |
| Выживший:         | Дольф Зигглер (Команда Зигглера) | Дольф Зигглер (Команда Зигглера) | Дольф Зигглер (Команда Зигглера) | Дольф Зигглер (Команда Зигглера) | Дольф Зигглер (Команда Зигглера) |